# Ikoga
Ikoga – wieś w Botswanie w dystrykcie North West. Osada sąsiaduje z deltą Okawango. Według spisu ludności z 2001 roku wieś liczyła 699 mieszkańców.